# Pic de Lita
Piculus litae
Espèce
Statut de conservation UICN

 LC  : Préoccupation mineure

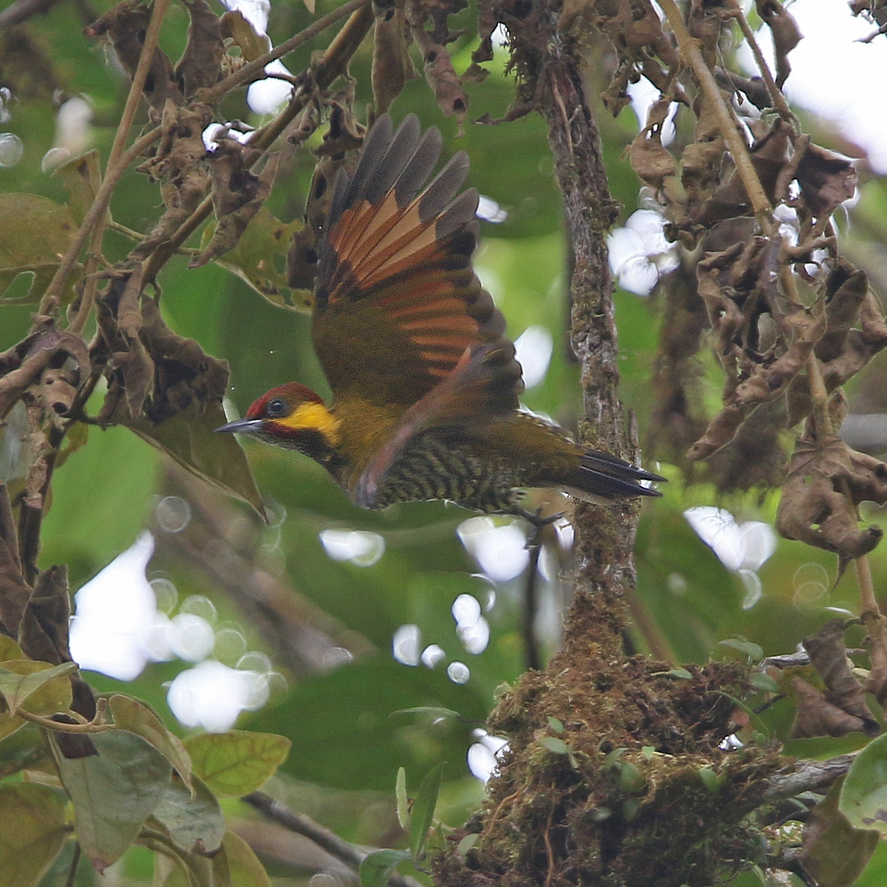
Pic de Lita

Le Pic de Lita (Piculus litae) est une espèce d'oiseau de la famille des Picidae. Elle est présente en Colombie et en Équateur. C'est une espèce monotypique qui était autrefois considérée comme la sous-espèce Piculus leucolaemus litae du Pic à gorge blanche.